# Scinax aromothyella
Scinax aromothyella là một loài ếch trong họ Nhái bén.
Loài này có ở Argentina, Uruguay và có thể cả Brasil.
Các môi trường sống tự nhiên của chúng là các khu rừng ẩm ướt đất thấp nhiệt đới hoặc cận nhiệt đới, đồng cỏ nhiệt đới hoặc cận nhiệt đới vùng ngập nước hoặc lụt theo mùa, sông, đầm nước ngọt, và đầm nước ngọt có nước theo mùa.